# Banderadagen
Banderadagen (1 januari) är en officiell helgdag i Ukraina, från 2009 blev dagen en ny helgdag i samband med 100 årsminnet av Stepan Bandera födelse. Med anledning av hundraårsdagen gav Ukraina även ut ett frimärke. 